# История на Сан Марино
Сан Марино е най-старата република в света, която все още съществува, както и единствената оцеляла микродържава на Апенинския полуостров. Историята на страната е преплетена между средновековието, ренесанса и модерната история на полуострова, започвайки с независимостта от римската империя през 257 г.
Като Андора, Лихтенщайн и Монако, страната е пример за типичните средновековни градове-държави в Германия, Италия и Пиренеите.
Република Сан Марино е основана през 301 г. от опитен строител, наричан Свети Мариний. Тази малка държава е призната от Наполеонова Франция през 1797 г., а другите европейски държави правят това през 1815 г. на Виенския конгрес.
По-важни дати:
- 1862 - попада под протектората на новообразуваното (1861) Кралство Италия.
- септември 1944 - окупирана от германски войски.
- 1945-57 - управлява коалиция на комунистическата и социалистическата партия,
- 1957-86 – коалиция на левите партии,
- 1986-92 – коалиция на комунистическата и християндемократичната партия,
- от 1992 – коалиция на социалистическата и християндемократическата партия.

Сан Марино е членка на ООН (1992).

## Произход
Държавата, чиято независимост има корени още от древността, твърди че е най-старата съществуваща република в света. Според легендата, Сан Марино е основана през 301 г., когато християнския майстор зидар Мариний (от морето), емигрирал от остров Раб, Далмация. Причината била издадения от император Диоклециан декрет, призоваващ за реконструирането на градските стени на Римини, унищожени от пирати, Либурни. Мариний по-късно станал дякон и бил ръкоположен от Епископа на Римини; малко след това бил разпознат и обвинен от луда жена, че е нейният изгубен съпруг, след което бързо заминал за Монте Титано, където построил параклис и манастир и заживял като отшелник. Живеейки в географска изолация, заради Диоклециановите гонения по това време, планинското население там води спокоен живот.
Доказателствата за наличието на общност на територията на планина Титано, датират от средните векове. Монах на име Юджипио съобщава в няколко документи от 511 г., че друг монах е живял там. Местността е преименувана на „Земята на Сан Марино“ в памет на каменоделеца, а по-късно името ѝ е сменено с днешното „Република Сан Марино“.
По-късни документи от 9 век, съобщават за добре организирано и гостоприемна общност: според текста, епископът управлявал страната.
Първата правителствена структура се състои от самоуправляващ се съвет, включващ главата на всяка фамилия (както в началото на римския сенат). През 1243 г., позициите на Капитански Регенти са основани, за да изпълняват функцията на глави на нацията. Най-ранните статуи в града, датират от 1263 г. Светия престол признава независимостта на Сан Марино през 1631 г.